# Panamá en el Festival de la OTI
Panamá comienza sus participaciones en el Festival de la OTI en 1972, en la primera versión del Gran Premio de la Canción Iberoamericana celebrado en Madrid, siendo representado por la estrella panameña Basilio, quien obtuvo el segundo lugar con el tema de corte religioso "Oh Señor", obra de los españoles Herrero y Armenteros. 
Es de hecho en dicha ocasión la mejor posición histórica en la tabla de la OTI obtenida por la televisión panameña, que no volvería a reeditar dicho resultado nuevamente. Sin embargo, ello no obstó para que Panamá fuera de los países más participativos en el festival, al concurrir ininterrumpidamente desde sus inicios hasta el final del certamen, producido el año 2000.
Tampoco organizó nunca edición alguna de la OTI internacional.

## Participaciones de Panamá en el Festival de la OTI
| Año  | Sede             | Artista                              | Canción                     | Director orquesta                | Lugar | Pts |
| ---- | ---------------- | ------------------------------------ | --------------------------- | -------------------------------- | ----- | --- |
| 2000 | Acapulco         | Jorge Bordanea                       | Un mañana mejor             | Hernando Hernández               | SF    |     |
| 1998 | San José         | Luis Arteaga                         | Por la vida                 | Álvaro Esquivel Valverde         | Desc. |     |
| 1997 | Lima             | Ricardo y Alberto                    | De qué nos vale             |                                  | Desc. |     |
| 1996 | Quito            | Omar Argel Espinosa                  | Sin tu cielo azul           | Claudio Jácome Harb              |       |     |
| 1995 | San Bernardino   | Tony Cheng                           | Has hecho trampa            | Oscar Cardozo Ocampo             | F     |     |
| 1994 | Valencia         | Armando Valdivieso                   | Mi ciudad                   | José Fabra                       | SF    |     |
| 1993 | Valencia         | Tony Cheng                           | Canción a mi madre          | José Fabra                       | 17    |     |
| 1992 | Valencia         | Eduardo Carrizo                      | Memorias                    |                                  | -     |     |
| 1991 | Acapulco         | Juan Carlos Rodríguez y Lolo Ledezma | Océano y gaviota            | Jesús “Chucho” Rodríguez         | SF    |     |
| 1990 | Las Vegas        | Vielka Plummer                       | Dos amigas                  | William Sánchez                  | -     |     |
| 1989 | Miami            | Christian                            | Era tan solo ayer           |                                  | -     |     |
| 1988 | Buenos Aires     | Paulette                             | Ven                         | Oscar Cardozo Ocampo             | 14    | 0   |
| 1987 | Lisboa           | Olga Cecilia de Obaldía              | Blanco y Negro              | Toby Muñoz                       |       |     |
| 1986 | Santiago         | Paulette                             | Quizás no es el momento     |                                  |       |     |
| 1985 | Sevilla          | Rafael Della Serra                   | Con las manos atadas        |                                  |       |     |
| 1984 | Ciudad de México | Dinni y Danny                        | Hagamos un pacto            |                                  |       |     |
| 1983 | Washington D. C. | Betzaida                             | Recuerdos                   | Toby Muñoz y Guillermo Irribarra | 13    | 52  |
| 1982 | Lima             | Ediza Moreno                         | Mi pueblito                 | Guillermo Irribarra              | 14    | 13  |
| 1981 | Ciudad de México | Roger Bares                          | Pero ayer fuiste sólo María | Pablo Azael                      | 17    | 7   |
| 1980 | Buenos Aires     | Solinka                              | Puede ser                   | Simón Abadi                      | 15    | 7   |
| 1979 | Caracas          | Tony Espino                          | Sueños                      | Pedro Azael                      | 13    | 12  |
| 1978 | Santiago         | Roger Bares                          | Te cantaré, yo te amaré     |                                  | 5     | 18  |
| 1977 | Madrid           | Leopoldo Hernández                   | Canta a la vida             |                                  | 10    | 2   |
| 1976 | Acapulco         | Pablo Azael                          | Gracias amor                |                                  | 8     | 3   |
| 1975 | San Juan         | Pablo Azael                          | Tú y yo                     |                                  | 14    | 2   |
| 1974 | Acapulco         | Orlando Morales y Marcos Rodríguez   | La tierra es de todos       | Jean Carlson                     | 15    | 1   |
| 1973 | Belo Horizonte   | Orlando Morales                      | Soy feliz                   | Jean Carlson                     | 12    | 2   |
| 1972 | Madrid           | Basilio                              | Oh Señor                    | Augusto Algueró                  | 2     | 8   |